# Leefbaar Almere
Leefbaar Almere is een lokale politieke partij in de Nederlandse gemeente Almere (provincie Flevoland).

## Geschiedenis
Tijdens de gemeenteraadsverkiezingen van maart 2002 was Leefbaar Almere (LA) een van de lokale zogeheten Leefbaren die in één klap zeer succesvol binnenkwamen. LA werd met negen zetels de grootste partij in Almere. De partij was tussen 2002 en 2006 met een wethouder vertegenwoordigd in het college van burgemeester en wethouders.
Door conflicten verloor Leefbaar Almere twee raadszetels, aan de nieuwe partijen Participatie Partij en Jong Almere. Bij de gemeenteraadsverkiezingen van maart 2006 behaalde LA vier zetels.
Bij de gemeenteraadsverkiezingen van 2010 behaalde de partij drie zetels.
In 2014 behaalde de partij bij de gemeenteraadsverkiezingen vier zetels. Hierna onderhandelde de partij mee over het te vormen college. De onderhandelingen slaagden en Leefbaar Almere werd in het college vertegenwoordigd door wethouder Frits Huis, verantwoordelijk voor de portefeuille Stedelijk Beheer, Toerisme, Communicatie.
In 2018 en 2022 haalde Leefbaar drie zetels. Op 14 juli 2022 trad Leefbaar weer toe tot het college.